# Bogdan Berliński

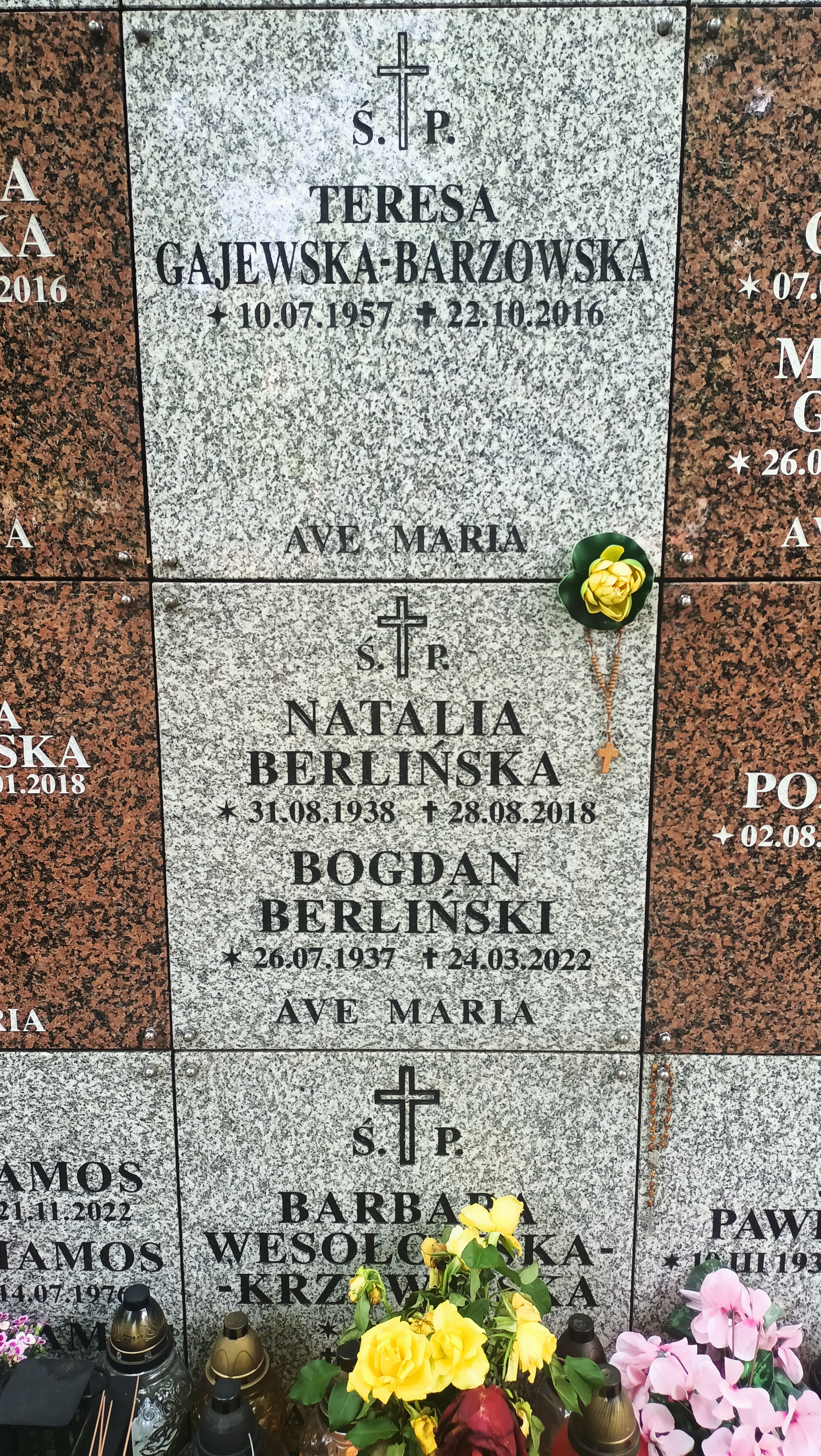
Nisza Bogdana Berlińskiego na cmentarzu Oliwskim w Gdańsku

Bogdan Berliński (ur. 26 lipca 1937 w Rybniku, zm. 24 marca 2022) – polski żużlowiec i trener sportu żużlowego.

## Kariera sportowa
Reprezentował barwy Górnika Rybnik (1956–1962) oraz Wybrzeża Gdańsk (1963–1971). Był ośmiokrotnym medalistą Drużynowych Mistrzostw Polski: czterokrotnie złotym (1956, 1957, 1958, 1962), trzykrotnie srebrnym (1959, 1961, 1967) oraz brązowym (1965). W 1962 r. zakwalifikował się do rozegranego w Rzeszowie finału Indywidualnych Mistrzostw Polski, zajmując XV miejsce.
W 1959 r. reprezentował Polskę w eliminacjach Indywidualnych Mistrzostw Świata.

## Życie prywatne
Ojciec Mirosława Berlińskiego.